# The Entertainer
The Entertainer (с англ. — «Затейник/Артист эстрады/Конферансье») — самый известный регтайм Скотта Джоплина, написанный в 1902 году (авторские права зарегистрированы 29 декабря, но само произведение упоминается раньше и, видимо, было написано уже к сентябрю). The Entertainer стал одним из музыкальных символов эпохи. Американская ассоциация звукозаписывающих компаний включила его в десятку «мелодий века».
Ноты были выпущены фирмой John Stark & Son в Сент-Луисе. На обложке было изображено менестрель-шоу и значилось посвящение «Джеймсу Брауну и его Мандолинному клубу» (позже была издана аранжировка для мандолины в тональности ре-мажор, которая считается трудной для этого инструмента). В 1903 году композитор Монро Розенфельд назвал The Entertainer «лучшим и самым мелодичным» из последних произведений Джоплина. Музыкальный издатель Джон Старк оценивал этот регтайм вровень с принесшим Джоплину известность Maple Leaf Rag (1899) или даже выше.
Мелодия The Entertainer, вероятно, лежит в основе опубликованного в 1903 году произведения Эдгара Сеттла X-L Rag. Джон Старк в 1920 году выпустил собственную обработку оригинального произведения Джоплина, превратив его в песню Oh You Tommy. Reminiscent of Tom Moore. Однако наибольшая известность пришла к мелодии в 1970-е годы. Альбом регтаймов Джоплина, вышедший в 1970 году и содержавший, среди прочих композиций, The Entertainer, стал первым альбомом лейбла Nonesuch Records, распроданным миллионным тиражом. Через несколько лет эта мелодия была использована в качестве сквозного музыкального лейтмотива в оскароносном фильме «Афера». Действие фильма происходит в 1930-е годы, при том, что уже в 1920-е регтайм вышел из моды (таким образом, использование этой мелодии — анахронизм). Прозвучавшая в фильме обработка мелодии, выполненная Марвином Хэмлишем, достигла 3-го места в Billboard Hot 100, возглавила хит-парад «для взрослых» и принесла своему создателю множество престижных наград. Журнал Record World назвал неожиданный триумф композиции 70-летней давности «феноменом десятилетия» в области классической музыки. Именно с него началось возрождение интереса к творчеству Джоплина и регтаймам начала XX века.
Американские продавцы мороженого традиционно используют The Entertainer, чтобы привлечь внимание к своей продукции. Джазовый композитор и импресарио Эл Роуз вспоминал, что уже в 1920-е годы продавцы арбузов на улицах распевали рекламу своего товара на музыку первых тактов The Entertainer.
Мелодия The Entertainer звучит как фоновая музыка к титрам в российской передаче «Поле чудес», а также использовалась в передаче «Джентльмен-шоу».